# Казахско-ногайская война (1519—1520)
Казахско-ногайская война (1519—1520) — вооружённый конфликт между Казахским ханством и Ногайской ордой. Войска Касым-хана провели военную кампанию, в ходе которой произошло несколько сражений с потерями для обеих сторон. В результате войны Ногайская Орда на время исчезла с политической карты, часть её населения ушла в Крым, а другая признала власть Касым-хана. Казахский хан присоединил Сарайчик — столицу ногайцев и расширил свои владения до междуречья Волги.

## Предыстория
В 1503 году многие восточные ногайские улусы, оказались под властью казахских правителей. Об этом косвенно свидетельствуют источники, в том числе материалы Посольского приказа. В дополнениях к наказу русским посланникам, отправленным к Александру (гонец выехал из Москвы 4 июня 1503 года), приводится информация о том, что «Тахтамыш Алчин, и Салтан Ахмат Акасов сын, и Алчигир мырза Мусин сын и иные мырзы» «перебегли на сю сторону» Волги «от казаков», «а Емгурчей мырза да и мырзы болшие на той стороне Волги, а с ними в розни». Мурзы кочевали вместе с ханом Большой Орды Ших-Ахметом «за Медведицами», «а людей у них мало». Уже в начале июля крымский хан Менгли-Гирей в послании в Москву сообщил, что мирзы оставят хана и перекочуют за Волгу к улусам Ямгурчи.
В 1508 году в источниках уже прямо упоминаются казахи. Алчагир в переписке с Москвой писал: 
«Сее стороны нам ратны казаки: сказали нам, что идут к нам ратию, и мы против их покочевали и, бог даст, оттоле поздорову воротимся, ино мое кочивище Волга».
Вскоре после этого казахи захватили Яик. Мухаммед Хайдар отмечает, что в то время, когда Касым уже обладал реальной властью, но еще не принял титул хана, «Бурундук-хан находился в Сарайчуке».
Казахские правители умело использовали противоречия между Крымом, ногайскими мурзами и Астраханью, чтобы укрепить свои позиции в степях Дешт-и Кыпчака. Зимой 1513–1514 годов ногайские улусы, вытесненные казахами, располагались на правобережье Волги. В грамоте крымского хана Менгли-Гирея польскому королю Сигизмунду I 1514 года говорится: «…От нагайских чоловек наш приехал с тым словом чтож нагайски на сей стороне Волги реки зимовили от неприятель своих, которыи за Волгою, а просто до нас кочуют, а мовят, з Мендли Гиреем царем переведаемся; и мы з божее ласки оседши на конь свой, против их поехали есьмо, боже дай вам от нас добрую весть услышати». Под «неприятелями» имеются в виду племена, не подчинявшиеся ногайским мурзам, то есть управляемые казахскими ханами и султанами.
Шигим, обеспокоенный нарастающим конфликтом с казахами, шел на уступки Крыму. Астраханский фактор тоже играл роль, а среди союзников Шигыма, особенно людей Алчагира, нарастало недовольство. Чтобы заручиться поддержкой, Шигим предлагал крымскому хану в жены свою сестру, а его сыну — свою дочь. По словам самого хана, Шигым даже предлагал переселение: «…А и старешей наш брат и мы все твои холопи, и люди и улусы наши все твои жь. А взмолвишь так, что те улусы Волгу и Днепр перепровади, и яз Волгу и Днепр те улусы перепроважу…». Таким образом, уже в начале 1516 года его положение в соперничестве с казахами стало проигрышным.

## Предпосылки
В 1513 году Касым-хан сначала присоединил самый южный город Туркестана — Сайрам, а затем совершил поход на Туркестан и Ташкент, разграбил окрестности и отступил. В том же году он предпринял второй поход на Туркестан и взял город.
Война на трёх фронтах вынудила Шибанидов пойти на мир с Казахским ханством и признать его контроль над Туркестаном. По данным В. Л. Вяткина, после побед над Бабуром и Сефевидами Убайдаллах-хан направил послов к Касым-хану с предложением династического брака. Касым-хан согласился, и его дочь была отправлена в Бухару. Имя её неизвестно. По «Шараф-наме-йи-шахи» Хафиз-и Таныша, мать Абд ал-Азиз-хана также была казашкой, но имя её не упоминается.
Зимой 1516–1517 годов Шейбаниды под предводительством Кучкунджи-хана внезапно совершили набег на казахские кочевья. Касым-хану пришлось сосредоточиться на защите южных территорий, чем воспользовался ногайский мурза Алчагир — он вернулся в родные земли и восстановил власть над частью племён.

## Ход войны
Ход дальнейших событий становится известен благодаря донесениям, поступившим из посольства. Во время поездки в Турцию посол Б. Я. Голохвастов направил письма из Кафы, которые были доставлены в Москву 9 июля и 5 ноября 1519 года. В них сообщалось, что к крымскому хану прибыл гонец от Шейх-Мухаммеда с жалобами на давление со стороны Казахского ханства. В ответ на это Мухаммед-Гирей I разрешил ногайцам перейти на западный берег Волги.
Воспользовавшись этим приглашением, ногаи начали массовую переправу через реку. Однако этим планам помешал правитель Астрахани Джанибек. Он выдвинул условие: если ногаи намерены переселяться на западный берег Волги, они должны заключить с ним мир и отправить к нему крымского посла.
Между тем положение ногайцев ухудшалось, давление со стороны Казахского ханства усиливалось, и Шейх-Мухаммед был вынужден согласиться на все требования Джанибека. В результате между ногайцами и Астраханью был заключён мир, и к Джанибеку был отправлен крымский посол. Однако вскоре этот посол оказался в астраханской тюрьме.
В 1519 году Касым-хан начал новое широкомасштабное на Ногайскую орду. Согласно русским архивным материалам, в 1519–1520 годах казахские войска под командованием Касым-хана разгромили ногайских мирз и вытеснили их на правый берег Волги. Ожесточённость столкновений подтверждают тяжёлые потери казахов. В битве на Жыланлы-тобе с ногайским мурзой Шигимом погиб брат Касыма — Джадик-султан. В другой битве был убит его племянник Булат-султан, сын Усек-хана. А в сражении с Шейдак-бием Ахмед-хан. 

В том же 1519 году Касым-хан вытеснил за Волгу ещё нескольких влиятельных ногайских мирз, что значительно ослабило Ногайскую Орду и поставило её в трудное положение. Документы Посольского приказа подтверждают, что летом 1519 года ногайцы испытывали серьёзное давление со стороны казахов. В июле Борис Голохвастов сообщал из Азова: 
«От Нагаи, сказывают, посол приходит от Шигым-мурзы к крымскому [хану], Шакур Чабаев сын, а приходил, сказывают с тем, что им тесно от Казацкой Орды».
 Крымский хан поддержал идею перехода ногайцев на правый берег Волги в обмен на союз против Астрахани. Однако астраханцы установили кордон и выдвинули условия, с которыми мурзы в итоге согласились. В ноябре Голохвастов писал из Кафы: 
«…Нагаем пришла теснота от Казатцкой Орды, и полезли было на сю сторону Волги, и царь их азстороканской не пустил: коли хотите полести на сю сторону Волги, и вы возмите с нами мир, да посла нам крымского дайте. И нагаи, государь, с азстороканским мир учинили и посла, сказывают, крымского азстороканскому дали … — а сказывают, государь, крымской бережетця от Азсторокани, улусы все свел с поля в перекоп…».
Голохвастов прибыл в Кафу 3 июля, значит, казахское нашествие началось незадолго до этого — в июне 1519 года. Осенью, примерно в ноябре, османский наместник Азова сообщил Василию III, что к городу прибежали два ногайских мырзы с вестью: «Улусы поимал казатцкы Шигим мурзу». Речь шла об улусах Шейх-Мухаммеда, не успевших уйти на правобережье Волги.
Сам Шейх-Мухаммед до Крыма не добрался. По сведениям, он сражался с казахами у стен Хаджи-Тархана, прикрывая переправы для своего народа. По мнению А. И. Исина, именно об этих событиях пишет Кадыр Али-бек, рассказывая о гибели племянника Касыма — Пулада, в ногайской битве и убийстве Джадик-хана с сыном Шигим-мырзой. Шейх-Мухаммед также погиб, но, от рук астраханцев и большеордынцев. В «Государевом Родословце» говорится: «А Мусин сын болшои Шегеи князь убит в Астрахани».
Позже наместник и духовник Азова сообщили Василию III: «Шигим мурзу убили и орды его взяли». Из следующих сообщений ясно, что брат Шейх-Мухаммеда — Саид-Ахмед — отомстил, вторгнувшись в Астрахань и убил семь султанов во главе с Музаффаром. Почти вся большеордынская знать была истреблена, «не осталося ни одного (салтана) в Азторокани». Ногайцы вернули своё и захватили астраханский улус. У Джанибека осталась лишь столица.

## Результаты
В результате похода, Ногайская орда прекратила на время свое существование. Большинство ногайцев успело перебраться на западный берег Волги, находящийся под контролем Крымского ханства, и воспользовалось предложением Мухаммед-Гирея I о переселении. В ходе походов 1519–1520 годов Касым-хан подчинил часть ногайских улусов. Ослабление власти потомков Едиге способствовало добровольному переходу некоторых ногайских племён под власть Казахского ханства. К нему отошли значительные территории, включая столицу Ногайской Орды — Сарайчик, который на время стал ставкой Касым-хана. Так было объединено большинство населения Восточного Дешт-и Кыпчака.

## Комментария
1. ↑  его генеалогия неизвестна